# Le Gâvre
Le Gâvre település Franciaországban, Loire-Atlantique megyében. Lakosainak száma 1880 fő (2022. január 1.). Le Gâvre Blain, Guémené-Penfao, Guenrouet, Plessé és Vay községekkel határos.

## Népesség
A település népességének változása:
| Lakosok száma | 861  | 892  | 995  | 1256 | 1718 | 1760 | 1796 | 1821 | 1842 | 1880 |
|               | 1968 | 1982 | 1990 | 2006 | 2013 | 2015 | 2017 | 2019 | 2020 | 2022 |